# Gleb Maximilianowitsch Krschischanowski

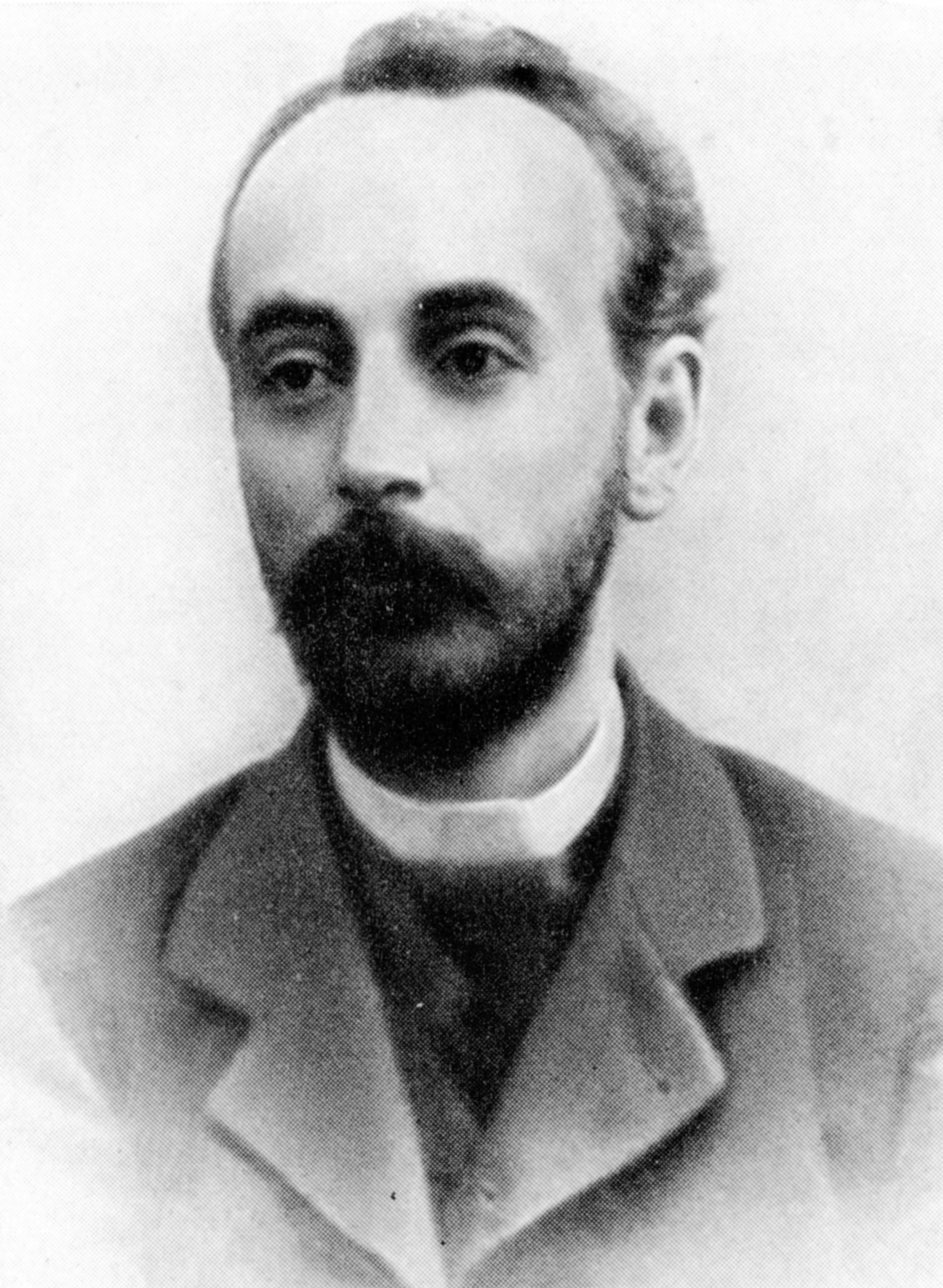
Gleb Krschischanowski 1904

Gleb Maximilianowitsch Krschischanowski (russisch Глеб Максимилианович Кржижановский; * 12. Januarjul. / 24. Januar 1872greg. in Samara; † 31. März 1959 in Moskau) war ein russischer Revolutionär und sowjetischer Politiker.

## Leben
Krschischanowski stammte einer adligen Familie ab. Sein Vater war polnischer Herkunft (polnische Schreibweise des Namens: Krżyżanowski); seine Mutter war Elvira Rosenberg, eine Deutsche. Er studierte am Petersburger Technikum, das er 1894 mit Erfolg als Ingenieur abschloss. Seit seiner Jugend interessierte er sich für revolutionäre Bewegungen und trat 1891 einem der ersten marxistischen Zirkel im damaligen Russischen Reich bei. Im Jahre 1893 übernahm er zeitweilig die Leitung des marxistischen Kampfbundes zur Befreiung der Arbeiterklasse in Sankt Petersburg, die einer der Vorläufer der späteren Kommunistischen Partei der Sowjetunion war. Dort lernte er den jungen Wladimir Uljanow kennen, der damals seine revolutionäre Tätigkeit erst begonnen hatte. Im Dezember 1895 wurden die Mitglieder der „Kampfunion“ verhaftet und im Februar 1897 nach Ostsibirien verbannt. Krschischanowski nahm an allen russischen Revolutionen seit 1905 aktiv teil. Seit 1904 war er Mitglied des Zentralkomitees der RSDAP, das er im darauffolgenden Jahr als Zeichen des Protestes gegen die, seiner Meinung nach falsche, Kompromisspolitik gegenüber den Menschewiki wieder verließ.
Nach der Verbüßung seiner Strafe arbeitete er als Schlosser und Monteur. 1902 leitete er in seiner Geburtsstadt Samara ein Büro der revolutionären sozialdemokratischen Zeitung Iskra. Von 1903 bis 1905 lebte er in Kiew, wo er in einem Eisenbahnwerk beschäftigt war. Während der Revolution 1905 tauchte er in Sankt Petersburg auf, wo er einer der Leiter des Labors war, das Bomben herstellte. Nach der Niederschlagung der Revolution verhaftet und wieder verbannt. Seit 1910 lebte er in Moskau, wo er als Ingenieur bei den städtischen Elektrizitätswerken beschäftigt war.
Er gehörte zu denjenigen, die nach der Niederlage der Revolution von 1905 die Bolschewiki verließen und erst nach dem Sieg der Oktoberrevolution zu ihnen zurückkehrte.
Nach der Oktoberrevolution übernahm er die Leitung von verschiedenen wirtschaftlichen Organisationen zuerst in Moskau, dann in ganz Sowjetrussland. Seit Januar 1920 war er der Verantwortliche für die Entwicklung und Umsetzung des GOELRO-Plans für die Elektrifizierung und die damit verbundene Modernisierung des Landes. Von 1921 bis 1923 und von 1925 bis 1930 war Krschischanowski Vorsitzender des Gosplan. In dieser Funktion war er maßgeblich an der Entwicklung des Ersten Fünfjahresplans und der damit verbundenen Industrialisierung der sowjetischen Wirtschaft beteiligt. Er galt als einer der Väter der Rekonstruktionspolitik. Von 1923 bis 1926 war er Rektor des Lomonossow-Instituts für Mechanik in Moskau. Von 1930 bis 1932 war er Vorsitzender des Staatskomitees für die Energiepolitik Glawenergo. Danach verschwand er aus der Politik und bekleidete nur unbedeutende Posten innerhalb der sowjetischen Wirtschaftsverwaltung. Gleichzeitig konzentrierte er sich immer mehr auf wissenschaftliche Tätigkeit. Von 1929 bis 1939 war er Vizepräsident der sowjetischen Akademie der Wissenschaften, der er seit mehreren Jahren angehörte. Seit 1930 und bis zu seinem Tod im Jahre 1959 war er Leiter des von ihm gegründeten Energetischen Instituts der Akademie der Wissenschaften, das sich zum Forschungszentrum wissenschaftlicher Probleme der Energetik und Elektrifizierung entwickelte und bereits seit Mitte der 1930er Jahre seinen Namen trug.
Krschischanowski war von 1924 bis 1939 Mitglied des Zentralkomitees der kommunistischen Partei und von 1937 bis 1945 Deputierter des Obersten Sowjets. Von 1925 bis 1931 gehörte er dem Redaktionskollegium der ersten Ausgabe der Großen Sowjetischen Enzyklopädie an.
1957 wurde ihm als Anerkennung seiner „Verdienste um die Oktoberrevolution“ der Orden Held der sozialistischen Arbeit verliehen. Nach seinem Tod wurde die Urne mit seinen sterblichen Überresten an der Kremlmauer beigesetzt.
Krschischanowski war seit 1899 mit Sinaida Newsorowa verheiratet. Seit 1968 wurde die von ihm und seiner Familie seit Jahren bewohnte Wohnung in Moskau zum Museum gemacht.

## Werke (Auswahl)
- Osnownye sadatschi elektrifikazii Rossii (deutsch: Hauptprobleme der Elektrifizierung Russlands). Moskau, 1920.
- Velikij Lenin (deutsch: Der große Lenin). Moskau, 1968.